# As Paisagens Conhecidas
As Paisagens Conhecidas é o primeiro EP da dupla de indie folk Os Arrais, lançado pela Sony Music Brasil em 16 de outubro de 2015, com produção de Andy Gullahorn.
O disco reúne canções que não foram utilizadas no registro anterior da banda, Mais. Como complemento, os músicos gravaram clipes e bastidores da gravação em vídeos, dirigidos por Hugo Pessoa. A obra foi lançada nas plataformas digitais e sua edição física acompanhou um combo CD+DVD.
Assim como o CD Mais, o disco alcançou o primeiro lugar na lista dos Top Albums do iTunes,recebendo críticas positivas.
| Críticas profissionais                                                      | Críticas profissionais |
| Avaliações da crítica                                                       | Avaliações da crítica  |
| Fonte                                                                       | Avaliação              |
| --------------------------------------------------------------------------- | ---------------------- |
| Super Gospel                                                                | [ 3 ]                  |
| Catavento                                                                   | [ 5 ]                  |
| Esta tabela precisa de ser acompanhada por texto em prosa. Consulte o guia. |                        |

## Faixas
1. "Montréal"
2. "O Bilhete e o Trovão"
3. "Outono"
4. "Caneta e Papel"
5. "Fogo"